# Guy de Montfort
Guy de Montfort (ili Guy Montfortski; ? – Castelnaudary, 4. travnja 1220.) bio je grof Bigorre kao muž grofice Petronille.
Njegovi roditelji su bili Šimun de Montfort, 5. grof Leicestera i njegova supruga Alisa od Montmorencyja. Guy je imao sestru također zvanu Petronilla.
Guy je bio još dosta mlad kad se pridružio svom ocu u Albigenškom križarskom ratu.
1216. Guy je oženio groficu Petronillu od Bigorre. Ovo su njihova djeca:
- Alisa od Bigorre
- Pétronille, nazvana po majci i teti

Guy je ubijen 4. travnja 1220.